# Нужец-Стацья
Нужец-Стацья (пол. Nurzec-Stacja) — деревня в Семятыченском повете Подляского воеводства Польши. Административный центр гмины Нужец-Стацья. По оценочным данным Главного статистического управления Польши (GUS) в 2022 году население деревни составляло 2000 человек.

## География
Деревня расположена на северо-востоке Польши, на расстоянии приблизительно 16 километров к востоку от города Семятыче, административного центра повета. Абсолютная высота — 182 метра над уровнем моря. К северо-западу от Нужец-Стацьи проходит региональная автодорога 693.

## История
Населённый пункт был основан в 1904 году. В период с августа по ноябрь 1942 года в деревне существовало еврейское гетто.
В период с 1975 по 1998 годы Нужец-Стацья входила в состав Белостокского воеводства.

## Достопримечательности
- Здание железнодорожной станции, конец XIX — начало XX века